# Resolutie 1638 Veiligheidsraad Verenigde Naties
Resolutie 1638 van de Veiligheidsraad van de Verenigde Naties werd unaniem door de VN-Veiligheidsraad aangenomen op 11 november 2005 en droeg de VN-vredesmacht in Liberia op om voormalig president Charles Taylor op te pakken en uit te leveren aan Sierra Leone moest hij voet in Liberia zetten.

## Achtergrond
Na de hoogtijdagen onder het decennialange bestuur van William Tubman, die in 1971 overleed, greep Samuel Doe de macht. Diens dictatoriale regime ontwrichtte de economie en er ontstonden rebellengroepen tegen zijn bewind, waaronder die van de latere president Charles Taylor. In 1989 leidde de situatie tot een burgeroorlog waarin de president vermoord werd. De oorlog bleef nog doorgaan tot 1996. Bij de verkiezingen in 1997 werd Charles Taylor verkozen en in 1999 ontstond opnieuw een burgeroorlog toen hem vijandige rebellengroepen delen van het land overnamen. Pas in 2003 kwam er een staakt-het-vuren en werden VN-troepen gestuurd. Taylor ging in ballingschap en de regering van zijn opvolger werd al snel vervangen door een overgangsregering. In 2005 volgden opnieuw verkiezingen, waarna Ellen Johnson-Sirleaf de nieuwe president werd.

## Inhoud

### Waarnemingen
Nigeria, dat mee bemiddelde in het conflict in Liberia, had, met brede internationale steun, beslist de voormalige Liberiaanse president Charles Taylor tijdelijk onderdak te geven. Taylor was aangeklaagd door de Speciale Rechtbank voor Sierra Leone en zijn terugkeer naar Liberia zou de vrede in die regio weer in het gedrang brengen.

### Handelingen
De Veiligheidsraad besloot daarom een extra element toe te voegen aan het mandaat van de UNMIL-vredesmacht in Liberia: het arresteren en opsluiten van Charles Taylor moest hij voet in Liberia zetten en hem uitleveren aan het Speciaal Hof voor Sierra Leone.

## Verwante resoluties
- Resolutie 1607 Veiligheidsraad Verenigde Naties
- Resolutie 1626 Veiligheidsraad Verenigde Naties
- Resolutie 1647 Veiligheidsraad Verenigde Naties
- Resolutie 1667 Veiligheidsraad Verenigde Naties

Lijst ·  1581 ·  1582 ·  1583 ·  1584 ·  1585 ·  1586 ·  1587 ·  1588 ·  1589 ·  1590 ·  1591 ·  1592 ·  1593 ·  1594 ·  1595 ·  1596 ·  1597 ·  1598 ·  1599 ·  1600 ·  1601 ·  1602 ·  1603 ·  1604 ·  1605 ·  1606 ·  1607 ·  1608 ·  1609 ·  1610 ·  1611 ·  1612 ·  1613 ·  1614 ·  1615 ·  1616 ·  1617 ·  1618 ·  1619 ·  1620 ·  1621 ·  1622 ·  1623 ·  1624 ·  1625 ·  1626 ·  1627 ·  1628 ·  1629 ·  1630 ·  1631 ·  1632 ·  1633 ·  1634 ·  1635 ·  1636 ·  1637 ·  1638 ·  1639 ·  1640 ·  1641 ·  1642 ·  1643 ·  1644 ·  1645 ·  1646 ·  1647 ·  1648 ·  1649 ·  1650 ·  1651